# Proteção (álbum de Val Martins)
Proteção é o quarto álbum de estúdio do cantor e compositor Val Martins, lançado pela gravadora Zekap Gospel em 2002.

## Faixas
1. Jesus me Conquistou - 03:55 (Val Martins e Paulinho de Jesus)
2. Brilho Solitário - 04:00 (Val Martins e Paulinho de Jesus)
3. Mãos de Amor - 03:59 (Val Martins e Paulinho de Jesus)
4. Creio em Ti - 04:25 (Adson Sodré)
5. Águas Claras - 04:34 (Val Martins e Lenilton)
6. Proteção - 04:06 (Val Martins, Murilo Simonato e Kerly Carneiro)
7. Sou a Vida - 04:16 (Val Martins e Paulinho de Jesus)
8. Juízo Final - 03:13 (Val Martins e Paulinho de Jesus)
9. Nosso Amor - 04:30 (Val Martins e Paulinho de Jesus)
10. Te Louvamos - 04:18 (Murilo Simonato)
11. Eu Acredito em Deus - 04:22 (Val Martins e Paulinho de Jesus)
12. Ilusão - 05:12 (Paulinho de Jesus)

## Créditos
- Produção executiva: Zekap Gospel
- Produção musical: Val Martins
- Gravação e Mixagem: Studio S2
- Técnico de Gravação e Mixagem: Val Martins
- Assistentes de Estúdio: Samuel França e Douglas Martins
- Teclados e Programações: Val Martins (Flávio Kabimba na Faixa 02)
- Guitarra e violão: Adson Sodré (Val Martins na faixa 09)
- Baixo: Cristiano Martins (Marcos Nato nas faixas 01, 02, 05, 07 e 12)
- Bateria: Márcio Horsth (Sidney Pires nas faixas 02, 05, 07 e 12)
- Sax alto: Zé Canuto (faixas 02, 07 e 12) e Bruno Guimarães (faixa 09)
- Backing Vocal: Val Martins, Márcio Horsth, Marcelo Horsth e Adson Sodré
- Backing Vocal na música "Ilusão": Val Martins, Darlisson e Ana Cláudia
- Locução na música "Eu Acredito em Deus": Samuel França